# Liste des châteaux du département des Vosges
la liste des châteaux des Vosges  recense de manière non exhaustive les châteaux (de défense ou d'agrément), maisons fortes, mottes castrales, situés dans le département français des Vosges. Il est fait état des inscriptions et classements au titre des monuments historiques.

## Liste
| Icône            | Signification    | Abréviations             | Abréviations                  | Abréviations             | Abréviations           |
| ---------------- | ---------------- | ------------------------ | ----------------------------- | ------------------------ | ---------------------- |
| Château fort     | Château fort     | = Bastide                | = Ferme fortifiée             | = Maison forte           | = (Néo-)Palladianisme  |
| Renaissance      | Renaissance      | = Château gascon         | = Folie (montpelliéraine)     | = Manoir, Gentilhommière | = Résidence épiscopale |
| Domaine viticole | Domaine viticole | = Classicisme, classique | = Forteresse, fort(ification) | = Maison (noble)         | = Style Beaux-Arts     |
| Palais           | Palais           | = Commanderie            | = Gothique (flamboyant)       | = Néo-baroque            | = Style Second Empire  |
| Ruine ou disparu | Ruine, disparu   | = Château pinardier      | = Hôtel particulier           | = Néo-classique          | = Style italianisant   |
|                  |                  | = Demeure seigneuriale   | ... = Style Louis XII...XVI   | = Néo-gothique           | = Style troubadour     |
|                  |                  | = Éclectisme             | = Logis (seigneurial)         | = Néo-Renaissance        | = Villa (de Nice)      |
| Baroque, rococo  | Baroque, rococo  | = Édifice religieux      | = Motte castrale/féodale      | = Pavillon de chasse     | = Styles du XXe siècle |

| Type                                           | Château                            | Commune                       | Protection                                                                          | Notes                                                                  | Coordonnées                                             | Illustration |
| ---------------------------------------------- | ---------------------------------- | ----------------------------- | ----------------------------------------------------------------------------------- | ---------------------------------------------------------------------- | ------------------------------------------------------- | ------------ |
| Maison forte                                   | Maison forte d'Adompt              | Gelvécourt-et-Adompt          |                                                                                     | XVe et XVIe siècles, Infos                                             | 48° 12′ 00″ N, 6° 09′ 49″ E                             |              |
| Maison forte                                   | Château d'Arbois                   | Jubainville                   |                                                                                     | Moyen Âge                                                              | 48° 27′ 34″ N, 5° 44′ 50″ E                             |              |
| Style Louis XV                                 | Château d'Autigny                  | Autigny-la-Tour               | Inscrit MH (1991) · Classé MH (1991) · Notice no PA00107327                         | XVIIe et XVIIIe siècles, XIXe siècle                                   | 48° 23′ 55″ N, 5° 45′ 36″ E                             |              |
| Néo-gothique                                   | Château de Bazelaire de Lesseux    | Lusse                         | Notice no IA88001255                                                                | XIXe siècle                                                            | 48° 17′ 37″ N, 7° 05′ 56″ E                             |              |
| Château fort · Manoir, gentilhommière          | Château de Bazoilles               | Bazoilles-sur-Meuse           | Notice no IA00126971                                                                | XVIe et XVIIe siècles, XVIIIe et XIXe siècles                          | 48° 18′ 25″ N, 5° 39′ 33″ E                             |              |
| Château fort · Ruine ou disparu                | Château de Beaufremont             | Beaufremont                   | Classé MH (1994) · Notice no PA00107091 · Notice no IA00126964                      | Moyen Âge, XVIe et XVIIe siècles, XIXe et XXe siècles                  | 48° 15′ 29″ N, 5° 45′ 21″ E                             |              |
| Manoir, gentilhommière                         | Château de Bellevue                | Le Clerjus                    |                                                                                     | XIXe siècle                                                            | 47° 57′ 53″ N, 6° 18′ 26″ E                             |              |
| Néo-Renaissance                                | Château de Belval                  | Saulcy                        |                                                                                     | 1904                                                                   | 48° 24′ 37″ N, 7° 02′ 42″ E                             |              |
| Néo-Renaissance                                | Château Bexon                      | Remiremont                    |                                                                                     | XVIIe siècle                                                           | 48° 01′ 12″ N, 6° 34′ 51″ E                             |              |
| Château fort · Néo-Renaissance                 | Château de Bourlémont              | Frebécourt                    | Inscrit MH (1977) · Notice no PA00107169                                            | XIe et XIIIe siècles, XVIe et XIXe siècles                             | 48° 23′ 25″ N, 5° 39′ 44″ E                             |              |
| Château fort                                   | Château de Bouzey                  | Dombrot-sur-Vair              |                                                                                     |                                                                        |                                                         |              |
| Château fort · Style Louis XVI                 | Château de Bouzillon               | Rambervillers                 |                                                                                     | XVe et XVIIe siècles                                                   | 48° 19′ 27″ N, 6° 37′ 25″ E                             |              |
| Néo-Renaissance                                | Château des Brasseurs              | Xertigny                      |                                                                                     | XIXe siècle, mairie                                                    | 48° 02′ 39″ N, 6° 24′ 10″ E                             |              |
| Motte castrale ou féodale · Ruine ou disparu   | Château de Bruyères                | Bruyères                      |                                                                                     | Moyen Âge                                                              | 48° 12′ 47″ N, 6° 43′ 04″ E                             |              |
| Maison forte                                   | Maison forte de Bulgnéville        | Bulgnéville                   |                                                                                     |                                                                        |                                                         |              |
| Néo-classique                                  | Château des Capucins               | Rambervillers                 | Inscrit MH (2004) · Notice no PA88000041                                            | XVIIIe et XIXe siècles, ancien couvent des Capucins                    | 48° 21′ 02″ N, 6° 38′ 02″ E                             |              |
| Renaissance                                    | Château du Châtelet                | Harchéchamp                   |                                                                                     |                                                                        |                                                         |              |
|                                                | Le Châtelet                        | Bains-les-Bains               |                                                                                     |                                                                        |                                                         |              |
| Ruine ou disparu                               | Forteresse de Châtel-sur-Moselle   | Châtel-sur-Moselle            |                                                                                     |                                                                        |                                                         |              |
|                                                | Château du Chesnois                | Bains-les-Bains               |                                                                                     |                                                                        |                                                         |              |
| Renaissance                                    | Château de Crèvecœur               | Vaudéville                    |                                                                                     |                                                                        |                                                         |              |
| Renaissance                                    | Château de Darney                  | Darney                        |                                                                                     |                                                                        |                                                         |              |
| Ruine ou disparu                               | Château de Darnieulles             | Darnieulles                   |                                                                                     |                                                                        |                                                         |              |
| Ruine ou disparu                               | Château de Deuilly                 | Serécourt                     |                                                                                     |                                                                        |                                                         |              |
| Renaissance                                    | Château de Dombrot                 | Dombrot-le-Sec                |                                                                                     |                                                                        |                                                         |              |
| Ruine ou disparu                               | Château de Dommartin-sur-Vraine    | Dommartin-sur-Vraine          |                                                                                     |                                                                        |                                                         |              |
| Ruine ou disparu                               | Château d'Épinal                   | Épinal                        |                                                                                     |                                                                        |                                                         |              |
| Renaissance                                    | Château de Failloux                | Jeuxey                        |                                                                                     |                                                                        |                                                         |              |
| Ruine ou disparu                               | Château de Faîte                   | Wisembach                     |                                                                                     |                                                                        |                                                         |              |
| Ruine ou disparu                               | Château de Fontenoy-le-Château     | Fontenoy-le-Château           |                                                                                     |                                                                        |                                                         |              |
|                                                | Château de la Forge                | Rambervillers                 |                                                                                     |                                                                        |                                                         |              |
| Renaissance                                    | Château de Gemmelaincourt          | Gemmelaincourt                |                                                                                     |                                                                        |                                                         |              |
| Renaissance                                    | Château de Girecourt-sur-Durbion   | Girecourt-sur-Durbion         |                                                                                     |                                                                        |                                                         |              |
| Renaissance                                    | Château d'Harcourt                 | Isches                        |                                                                                     |                                                                        |                                                         |              |
| Renaissance                                    | Château de Landaville              | Landaville                    |                                                                                     |                                                                        |                                                         |              |
|                                                | Château Lobstein                   | Ville-sur-Illon               |                                                                                     |                                                                        |                                                         |              |
| Renaissance                                    | Château de Lichecourt              | Relanges                      |                                                                                     |                                                                        |                                                         |              |
| Renaissance                                    | Château de Martinvelle             | Martinvelle                   |                                                                                     |                                                                        |                                                         |              |
| Renaissance                                    | Château Maugiron                   | Valfroicourt                  |                                                                                     |                                                                        |                                                         |              |
| Ruine ou disparu                               | Château de Monthureux              | Monthureux-sur-Saône          |                                                                                     |                                                                        |                                                         |              |
|                                                | Château de Moussey                 | Moussey                       |                                                                                     |                                                                        |                                                         |              |
| Renaissance                                    | Château de Pompierre               | Pompierre                     |                                                                                     |                                                                        |                                                         |              |
| Renaissance                                    | Château Puton                      | Le Clerjus                    |                                                                                     |                                                                        |                                                         |              |
| Résidence épiscopale · Ruine ou disparu        | Château épiscopal de Rambervillers | Rambervillers                 | Inscrit MH (1988) · Notice no PA00107228                                            | XVe siècle, tour subsistante de l'ancienne porterie                    | 48° 20′ 48″ N, 6° 38′ 02″ E                             |              |
| Forteresse, fort(ification) · Ruine ou disparu | Tours de Rambervillers             | Rambervillers                 | Inscrit MH (1988) · Notice no PA00107230 · Inscrit MH (2002) · Notice no PA88000033 | Moyen Âge, fortification de la ville, 5 des 24 tours encore conservées | 48° 20′ 47″ N, 6° 38′ 02″ E 48° 20′ 46″ N, 6° 38′ 15″ E |              |
| Maison forte                                   | Maison forte de Romain-aux-Bois    | Romain-aux-Bois               |                                                                                     |                                                                        |                                                         |              |
| Renaissance                                    | Château de Roncourt                | Hagnéville-et-Roncourt        |                                                                                     |                                                                        |                                                         |              |
| Château fort                                   | Château de Rorthey                 | Sionne                        |                                                                                     |                                                                        |                                                         |              |
| Château fort                                   | Château de Saint-Baslemont         | Saint-Baslemont               |                                                                                     |                                                                        |                                                         |              |
| Renaissance                                    | Château de Sainte-Lucie            | Rambervillers                 |                                                                                     |                                                                        |                                                         |              |
| Ruine ou disparu                               | Château de Saint-Jean-du-Marché    | La Neuveville-devant-Lépanges |                                                                                     |                                                                        |                                                         |              |
|                                                | Château de Saint-Ouen              | Saint-Ouen-lès-Parey          |                                                                                     |                                                                        |                                                         |              |
| Renaissance                                    | Châteaux des princes de Salm-Salm  | Senones                       |                                                                                     |                                                                        |                                                         |              |
| Renaissance                                    | Château de Sandaucourt             | Sandaucourt                   |                                                                                     |                                                                        |                                                         |              |
| Renaissance                                    | Château de Saulxures               | Saulxures-sur-Moselotte       |                                                                                     |                                                                        |                                                         |              |
| Renaissance                                    | Château de Savigny                 | Savigny                       |                                                                                     |                                                                        |                                                         |              |
|                                                | Château de Semouse                 | Xertigny                      |                                                                                     |                                                                        |                                                         |              |
| Ruine ou disparu                               | Château du Spitzemberg             | La Petite-Fosse               |                                                                                     |                                                                        |                                                         |              |
| Renaissance                                    | Château des Thons                  | Thons                         |                                                                                     |                                                                        |                                                         |              |
| Renaissance                                    | Château de Thuillières             | Thuillières                   |                                                                                     |                                                                        |                                                         |              |
| Renaissance                                    | Château de Tollaincourt            | Tollaincourt                  |                                                                                     |                                                                        |                                                         |              |
| Renaissance                                    | Château de la Trinité              | Lamarche                      |                                                                                     |                                                                        |                                                         |              |
| Renaissance                                    | Château de Villé                   | Nossoncourt                   |                                                                                     |                                                                        |                                                         |              |